# Niccolò di Piero Capponi

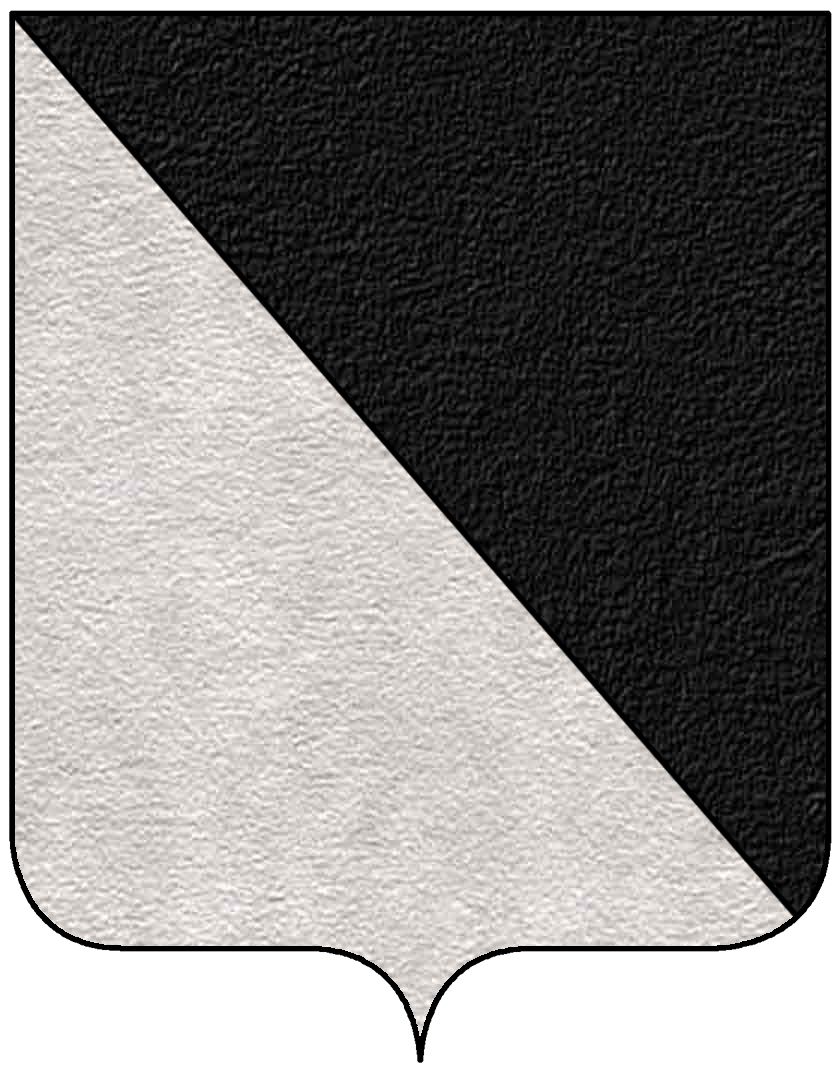
Stemma dei Capponi

Niccolò di Piero Capponi (Firenze, 10 settembre 1472 – Castelnuovo di Garfagnana, 18 ottobre 1529) è stato un politico italiano.

## Biografia
Nacque da Piero di Gino e Nicolosa di Luigi Guicciardini; discendeva quindi da due delle famiglie più importanti e tradizionalmente influenti della politica fiorentina del XV secolo. 
Ricevette un'educazione umanistica; era però anche erede degli importanti interessi commerciali del ramo della famiglia Capponi cui apparteneva e fu mandato, verso il 1493, a Lione a impratichirsi presso il banco dello zio Neri Capponi.
Nell'aprile del 1494 accompagnò il padre, inviato da Firenze come oratore alla corte di Francia, per tentare di allontanare la minaccia dell'invasione francese. Rimase a Lione fino al 1496, quando, in seguito alla morte del padre, tornò a Firenze per occuparsi degli affari di famiglia e prendersi cura della madre. 
Nel 1499 fece parte di un'ambasceria presso la Repubblica di Venezia. Nel 1502 venne elettò priore e fu alleato di Pier Soderini fino alla sua cacciata del 1512. Alla fine del 1507 venne scelto come sovrintendente dell'assedio di Pisa, città in cui entrò trionfalmente il 9 aprile 1509.
Il C. ricoprì ancora una volta la carica di commissario generale a Cortona nel 1511, anno in cui fu anche inviato da Firenze come oratore al fallito concilio di Pisa, Nel 1512 si recò come oratore presso Gastone di Foix e fu presente alla battaglia di Ravenna. 
Con la caduta del Soderini ed il ritorno dei Medici si ritirò nell'ombra. Sostenitore fino all'ultimo del Soderini, egli appariva naturalmente alquanto sospetto al nuovo regime, ma sembra comunque che si sia tenuto deliberatamente lontano dai Medici negli anni immediatamente successivi al 1512. Ricoprì in quel periodo alcuni incarichi poco significativi.
Nel 1522 entrò a far parte del Consiglio dei Settanta e nel luglio del 1526 conseguì la carica di gonfaloniere di giustizia, tornando così a un ruolo di primo piano nella politica fiorentina.
Da tiepido sostenitore dei Medici, ne divenne in questo periodo aspro rivale; con il pretesto delle sempre più onerose richieste di aiuto finanziario dirette alla città dal papa mediceo Clemente VII, contribuì in modo decisivo alla cacciata della famiglia da Firenze nel 1527. 
Eletto gonfaloniere della nuova Repubblica il 31 maggio di quello stesso anno, tentò di attuare una politica conciliatrice tra i repubblicani fanatici e i sostenitori della necessità d'accordi con la Francia e di allearsi con Carlo V, pur senza recidere del tutto i legami con il papato; tale incertezza gli attirò impopolarità, ma riuscì ciononostante a farsi rieleggere gonfaloniere il 10 giugno 1528.
Il 17 aprile 1529, sulla base di una lettera indirizzata dal Capponi alla corte pontificia - prova dei tentativi del gonfaloniere di raggiungere un compromesso con papa Clemente VII, malgrado la linea pro-imperiale ufficiale - venne deposto e, benché presto assolto dall'accusa di altro tradimento, condannato a non uscire dal territorio della Repubblica fiorentina per cinque anni e al versamento di una cauzione di 30.000 fiorini.
Nell'estate del 1529, subito dopo la firma del Trattato di Barcellona fra papa e imperatore, facendosi imminente la discesa dell'esercito imperiale verso Firenze, si recò in ambasceria presso Carlo V per tentare - senza successo - di evitare il peggio alla città. Morì durante il viaggio di ritorno.

## Discendenza
Nel 1498 sposò Alessandra di Filippo Strozzi (9 luglio 1479-26 gennaio 1550), dalla quale ebbe otto figli:
- Piero (19 maggio 1504-22 maggio 1568)[3], politico, sposò nel 1528 Simona di Francesco Guicciardini (1512-1570)
- Filippo (14 aprile 1505-1563)[4], letterato, sposò nel 1536 Maria di Giovanni Mannelli
- Cappone (?-1527)
- Maria (?-1554), sposò Buonaccorso Pitti
- Nicolosa (o Cosa) (?-4 maggio 1555)[5], sposò Tommaso di Tommaso Ginori (1490-1546)
- Fiammetta (?-1584), sposò Andrea di Jacopo Ricasoli (1498-1560)[6]
- Selvaggia (1507[7]-?), sposò nel 1526 Giovanni di Salvi Borgherini (1496-1559)[8] , banchiere e letterato
- Maddalena, sposò Neri Ardinghelli